# William Read Miller
William Read Miller, född 23 november 1823 i Batesville, Arkansasterritoriet, död 29 november 1887 i Little Rock, Arkansas, var en amerikansk demokratisk politiker. Han var den 12:e guvernören i delstaten Arkansas 1877-1881.
Miller studerade juridik. Han gifte sig 1849 med Susan Bevens. Paret fick sju barn.
Guvernör Augustus Hill Garland bestämde sig för att kandidera till USA:s senat och Miller blev demokraternas kandidat i 1876 års guvernörsval. Miller vann valet. Han omvaldes två år senare. Som guvernör benådade han inte gärna dödsdömda fångar och kallades därför "Hanging Governor".
Miller var frimurare och medlem i Odd Fellows. Hans grav finns på Mount Holly Cemetery i Little Rock.